# Connie Nielsen

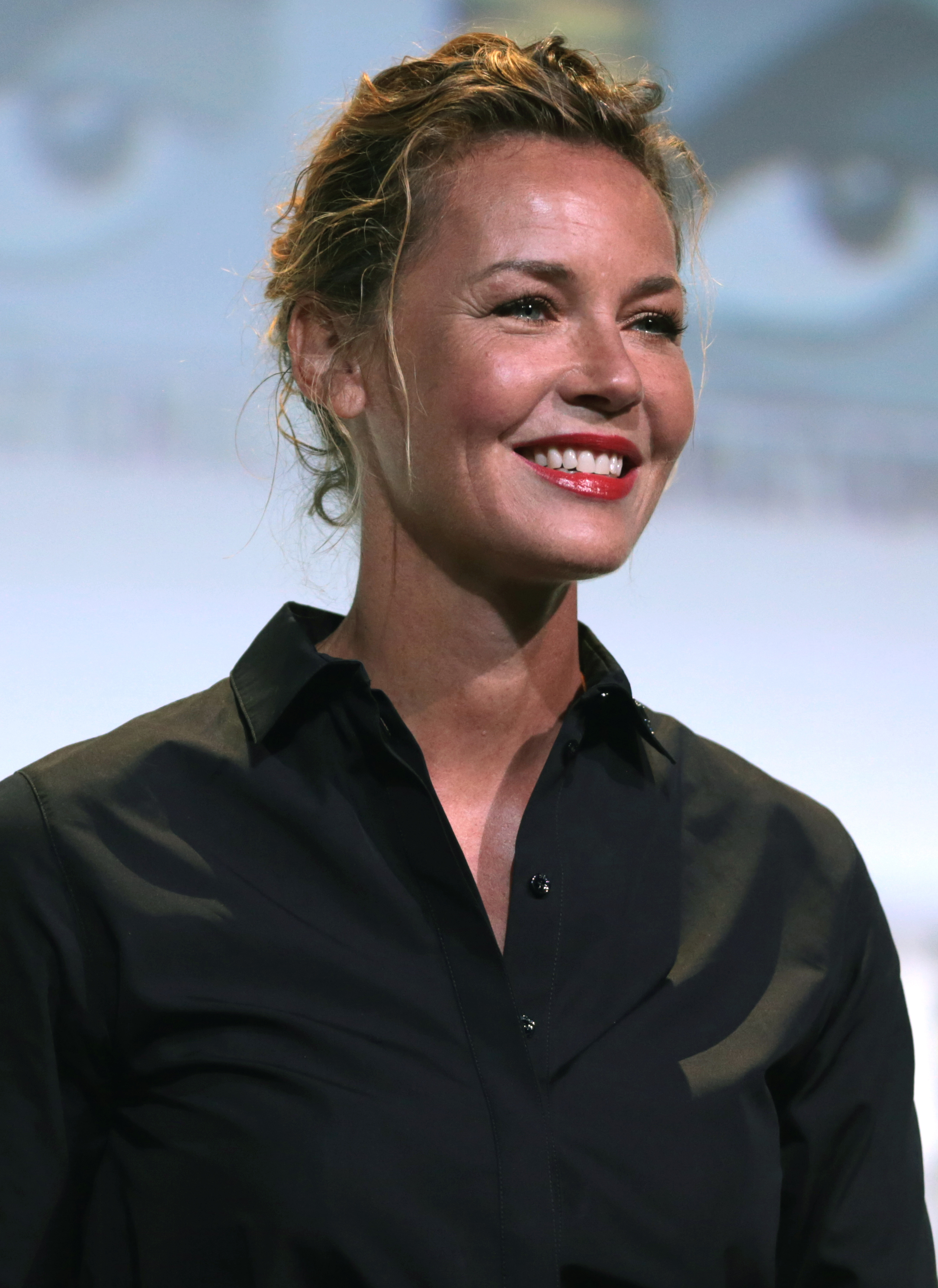
Connie Nielsen (2012)

Connie Inge-Lise Nielsen (* 3. Juli 1965 in Frederikshavn, Dänemark) ist eine vorwiegend in den USA tätige dänische Schauspielerin.

## Leben und Karriere
Als Nielsen zehn Jahre alt war, zog ihre Familie in ein kleines Dorf namens Elling bei Frederikshavn. Mit 15 Jahren machte sie bei einem Kabarett ihre ersten Schauspielerfahrungen. Sie hat eine Tanz- und Gesangsausbildung und spricht außer Dänisch auch fließend Deutsch, Englisch, Schwedisch, Französisch und Italienisch.
Mit 18 Jahren zog Nielsen nach Paris und lebte später noch in Rom, Mailand, Südafrika und New York City, um sich schließlich ein Haus in Italien zu kaufen. Zu dieser Zeit spielte sie auch bereits in mehreren Kinofilmen mit, ihr Durchbruch kam jedoch erst 1997 mit Im Auftrag des Teufels. Danach folgten große Rollen in Mission to Mars und Gladiator (beide 2000).
Seit ihrem Durchbruch ist Nielsen eine beliebte Schauspielerin in US-amerikanischen Serien. Sie hatte u. a. Gastauftritte in Law & Order: Special Victims Unit, Good Wife und Boss. Seit 2014 gehört sie zu den Hauptdarstellern der Serie The Following zusammen mit Kevin Bacon, James Purefoy und Shawn Ashmore.
Im Jahr 2022 wurde sie in die Wettbewerbsjury der 72. Internationalen Filmfestspiele Berlin berufen.

### Persönliches
Nielsen war von 1988 und 1994 mit dem italienischen Schauspieler Fabio Sartor liiert und hat mit ihm einen gemeinsamen Sohn. Von  2003 bis 2012 war sie mit Lars Ulrich, dem dänischen Schlagzeuger und Gründer der Heavy-Metal-Band Metallica, liiert. Am 21. Mai 2007 brachte Nielsen einen gemeinsamen Sohn in San Francisco zur Welt. Sie lebt mittlerweile mit ihrem Sohn in New York City.

## Filmografie (Auswahl)
| - 1984: Par où t’es rentré? On t’a pas vu sortir - 1988: Colletti bianchi (Fernsehminiserie, 12 Episoden) - 1991: Vacanze di Natale ’91 - 1993: Kreuzfahrt ins Jenseits (Voyage) - 1993: Le Paradis absolument - 1997: Im Auftrag des Teufels (The Devil’s Advocate) - 1998: Permanent Midnight - 1998: Rushmore - 1998: Star Force Soldier (Soldier) - 1999: Blond und skrupellos (Dark Summer) - 2000: Mission to Mars - 2000: Gladiator - 2002: One Hour Photo - 2002: Demonlover - 2003: Die Stunde des Jägers (The Hunted) - 2003: Basic – Hinter jeder Lüge eine Wahrheit (Basic) - 2004: Brothers – Zwischen Brüdern (Brødre) - 2004: Return to Sender - 2005: The Great Raid – Tag der Befreiung (The Great Raid) - 2005: The Ice Harvest - 2006: The Situation - 2006: Law & Order: Special Victims Unit (Fernsehserie, 6 Episoden) - 2007: Battle in Seattle - 2009: A Shine of Rainbows - 2010: Gekidnappt (Kidnappet) - 2011: Perfect Sense - 2011–2012: Boss (Fernsehserie, 16 Episoden) - 2012: The Diplomat - 2013: Nymphomaniac | - 2014: 3 Days to Kill - 2014: Return to Zero - 2014: All Relative - 2014: The Following (Fernsehserie, 10 Episoden) - 2014–2015: Good Wife (Fernsehserie, 4 Episoden) - 2015: The Runner - 2015: Der Kandidat – Macht hat ihren Preis (The Runner) - 2016: Ali and Nino - 2016: The Confessions (Le confessioni) - 2017: Stratton - 2017: Wonder Woman - 2017: Justice League - 2018: The Catcher Was a Spy - 2018: FBI (Fernsehserie, Episode 1x01) - 2018: Liberty (Miniserie, 5 Episoden) - 2019: I Am the Night (Miniserie, 4 Episoden) - 2019: Angriff aus der Tiefe (Sea Fever) - 2019: I’ll Find You (Music, War and Love) - 2020: Inheritance – Ein dunkles Vermächtnis (Inheritance) - 2020: Wonder Woman 1984 - 2021: Zack Snyder’s Justice League - 2021: Nobody - 2021: Close to Me (Miniserie, 6 Episoden) - 2022: A Week in Paradise - 2022: Drømmeren (Fernsehserie, 6 Episoden) - 2023: Origin - 2023: Ocean Deep - 2024: Role Play - 2024: Gladiator II - 2025: Nobody 2 |